# Nižná Hutka
Nižná Hutka é um município da Eslováquia, situado no distrito de Košice-okolie, na região de Košice. Tem 4,34 km² de área e sua população em 2018 foi estimada em 597 habitantes.

## Demografia
| Ano:        | 1994 | 2004    | 2014    | 2024   |
| ----------- | ---- | ------- | ------- | ------ |
| Broj ljudi: | 404  | 511     | 590     | 609    |
| Razlika:    |      | +26,48% | +15,45% | +3,22% |

| Ano:               | 2023 | 2024 |
| ------------------ | ---- | ---- |
| Número de pessoas: | 609  | 609  |
| Diferença:         |      | +0%  |